# Pseudoclithria hirticeps
Pseudoclithria hirticeps är en skalbaggsart som beskrevs av Macleay 1871. Pseudoclithria hirticeps ingår i släktet Pseudoclithria och familjen Cetoniidae. Inga underarter finns listade i Catalogue of Life.